# Halerz
Halerz (niem. Haller lub Heller, czes. haléř, dawniej halíř, słow. halier; od łacińskiego denarius hallensis – dosłownie: denar hallski, lm denarii hallenses) – pierwotnie nazwa srebrnego denara, bitego od końca XII wieku w niemieckim Hall am Kocher, w następnym stuleciu rozpowszechnionego w południowych Niemczech, a następnie licznie naśladowanego w krajach środkowej Europy.
Będąc równowartością niemieckiego pół feniga, zanikł w XIX w. (emitowany w południowych Niemczech do 1866 r.). Na Śląsku halerz pojawił się w latach 40. XIV wieku jako równowartość 1/6 kwartnika albo 1/12 grosza, jak również w krajach habsburskich, w których w XVI w. zamienił się w monetę zdawkową. Wprowadzony jednak w systemie decymalnym ponownie w 1892 r. w monarchii austro-węgierskiej (na Węgrzech jako filler), został w XX wieku jako odrębna jednostka monetarna przeniesiony do systemów monetarnych niektórych państw środkowoeuropejskich:
- Austro-Węgier (w części austriackiej, 1/100 korony);
- Czechosłowacji (1/100 korony);
- Protektoratu Czech i Moraw (1/100 korony);
- Pierwszej Republiki Słowackiej (1/100 korony);
- Słowacji (1/100 korony, do 2008 r.);
- Liechtensteinu (1/100 franka);
- Czech (1/100 korony, obecnie brak monet halerzowych w obiegu).

Halerz znajdował się w legalnym obiegu nawet na ziemiach Rzeczypospolitej, gdzie za panowania Wettynów kursowały też monety systemu saskiego opartego na talarze, wśród których najmniejsze wartości stanowiły monety trójhalerzowe i jednohalerzowe, będące frakcjami grosza.
Z tą monetą wiąże się popularna w niemieckiej tradycji piosenka biesiadna Ein Heller und ein Batzen.